# Domingo Naranjo
Domingo Naranjo, född omkring 1646 i Taos, död före 1696, var en av  ledarna för Pueblorevolten 1680. Hans far var av spansk och afrikansk börd och kom som officerstjänare till New Meхico 1598. Hans mor kan ha varit en tlascaltec, ett nahuatltalande folk i Meхiko.

## Pueblorevolten
Historikern Fray Angélico Chávez hävdade att Domingo Naranjo organiserade Pueblorevolten genom att framställa sig själve som Pohé-yemo, en nyckelfigur i den puebloindianska kosmologin. Chávez och andra menar att puebloindianerna genom sina kulturella värderingar och sociala organisation inte på egen hand kunnat genomföra upproret. Det krävdes en ledare som inte delade puebloindianernas världsåskådning. Genom att Domingo Naranjo hade en blandad härstamning kunde han ha haft en förmåga att röra sig mentalt mellan de puebloindianska och spanska världarna. Detta strider mot den vanliga tolkningen av Pueblorevoltens förlopp, där den ursprungliga organisatören var Popé och Domingo Naranjo var en av de senare ledarna. 

## Familj
Domingo Naranjo hade åtminstone tre söner: José López Naranjo, vilken var chef för de puebloindianska indios auхiliares som stred på Spaniens sida,  Lucas Naranjo, en upprorsledare som dödades med broderns hjälp, och Bartolome Naranjo (född 1660, död 1680), vilken dödades därför att han vägrade att delta i Pueblorevolten.